# Cyril Purkyně
Cyril Purkyně (27. července 1862 Praha – 5. dubna 1937 Praha) byl český geolog, přírodovědec; profesor ČVUT a v letech 1919–1934 první ředitel Státního geologického ústavu ČSR. Zabýval se strukturní a aplikovanou geologií, studiem kvartéru. Spolupracoval s Národním muzeem v Praze. Založil archiv hlubinných vrtů a soupis lomů Československa.

## Životopis a odborné působení
Narodil se 27. července 1862 na Novém Městě pražském v rodině českého malíře a portrétisty Karla Purkyně a jeho manželky Marie Berty, rozené Wiedermannové (1841–1914) jako druhý syn. Byl vnukem Jana Evangelisty Purkyně. Po studiích na gymnáziu ve Spálené ulici a městské reálce studoval na české univerzitě v Praze přírodní vědy. Mezi jeho učitele patřili Jan Krejčí, Antonín Frič, Ladislav Čelakovský, Karel Vrba, Otomar Novák, Josef Velenovský a další. Nejprve se věnoval botanice. Po složení státní zkoušky pro učitelství na středních školách se krátce stal vychovatelem v rodině Josefa J. Dobřenského z Dobřenic v Chotěboři. Poté působil jako profesor na reálce v Praze-Karlíně. V letech 1891–1895 působil jako asistent na české technice v Praze na mineralogicko-geologickém ústavu u profesora Otakara Feistmantela, s jehož dcerou Bertou Feistmantlovou (1875–1908) se oženil, měli jediného syna pozdějšího právníka Cyrila Jaroslava (*1895). V roce 1893 podnikl studijní cestu do Norska. V roce 1895 přijal místo na učitelském ústavu v Plzni, kde zůstal až do roku 1907. Během působení v Plzni vybudoval při místním městském muzeu geologické oddělení s bohatými sbírkami a rozsáhlou knihovnou. V Plzni se zabýval geologickými pracemi o blízkém permokarbonu a studoval čtvrtohorní terasy řeky Mže. Zpracoval novou Geologickou mapu zastupitelského okresu plzeňského (1910). O tři roky později vyšla jeho Geologie okresu plzeňského. Cenný materiál nasbíraný v tomto období využil i později ve svých studiích. Od roku 1907 působil v mineralogicko-geologickém ústavu na české technice v Praze, o rok později zde byl jmenován mimořádným profesorem a v roce 1910 řádným profesorem mineralogie a geologie. V roce 1919 se stal čestným profesorem Českého vysokého učení technického v Praze, o tři roky později zde obdržel doktorát technických věd. Od roku 1919 do roku 1934 vedl Státní geologický ústav Československé republiky, který vybudoval od počátků do plnohodnotného geologického pracoviště. Pod jeho vedením zde byly založeny sbírky publikací: Sborník, Knihovna, Věstník a Rozpravy. Kladl velký důraz na praktickou službu ústavu, založil archiv hlubinných vrtů a soupis lomů Československé republiky. V roce 1927 byl jmenován čestným profesorem Univerzity Karlovy v Praze a v roce 1932 zde obdržel čestný doktorát přírodních věd. Propagoval geologickou práci v terénu jako nezbytnou pro vývoj české geologie. Je autorem více než sta různých samostatných vědeckých prací. Seznam jeho vědeckých prací z let 1891–1934 uveřejnil Radim Kettner v nekrologu Cyril Purkyně (s. 41–50). Zemřel 5. dubna.1937 v Praze.
Kromě pedagogické a vědecké činnosti byl činný i organizačně. Byl členem
- České akademie věd a umění
- Královské české společnosti nauk
- České zeměvědné společnosti
- Československé národní rady badatelské
- Československé společnosti pro mineralogii a geologii
- správního výboru Národního muzea a předsednictví v jeho přírodovědeckém sboru a Barrandově komisi
- Jako člen kuratoria Matice české se ujal redakce Časopisu Národního muzea a v roce 1914 prosadil jeho rozdělení na část duchovědnou a přírodovědeckou
- Byl také znalcem Masarykovy akademie práce a čestným členem Přírodovědeckých klubů v Praze a v Plzni.

Československá společnost pro mineralogii a geologii založila u příležitosti jeho sedmdesátých narozenin exkursní fond Purkyňův na podporu mladých vědeckých pracovníků. Je po něm pojmenována řada zkamenělin rostlinného i živočišného původu. Zabýval se strukturní a aplikovanou geologií, studiem kvartéru.
Uznávaným geologem se stal rovněž v zahraničí. Jako ředitel Státního ústavu geologického reprezentoval Československou republiku na mezinárodních kongresech (Dánsko, Norsko, jižní Afrika). Zkušenosti z cest do zahraničí shrnoval v četných pracích a studiích. Byl jmenován čestným členem Rumunské akademie věd, dopisujícím členem belgické geologické společnosti v Lutychu a členem Učené společnosti Ševčenkovy ve Lvově. Obdržel také francouzský řád officier de ľInstruction publique.

## Dílo (výběr)
Cyril Purkyně byl autorem četných studií publikovaných mimo jiné v Rozpravách ČAVU
- Pleistocaen (Diluvium) na Plzeňsku
- Dvoudílná práce Kamenouhelné pánve u Mirošova a Skořice a jejich nejbližší okolí
- Nástin tektoniky Třemošenského pohoří mezi Strašicemi a Rokycany
- V časopisech Vesmír, Živa, Sborník Československé společnosti zeměvědné, či Česká revue: Terasy Mže a Vltavy mezi Touškovem u Plzně a Prahou (klasická práce české morfologie).
- Byl spolupracovníkem Ottova slovníku naučného pro obor geologie.
- Spolu s Jiřím Viktorem Danešem založili českou geomorfologii.
- Založil Archiv hlubinných vrtů a Soupis lomů Československa.
- Uhlí a geologie jeho ložisek vydáno roku 1918 v Českém čtenáři
- Z cesty přírodovědce v Jižní Africe, vydáno 1932
- Uhlí a geologie
- Moře – kolébka zemí

O významu a přínosu Cyrila Purkyně pro geologii a geomorfologii svědčí pojmenování mnoha zkamenělin rostlinného i živočišného původu jeho jménem.